# Oliver Kovačević
Oliver Kovačević (in serbo Оливер Ковачевић?; Spalato, 29 settembre 1974) è un ex calciatore serbo, di ruolo portiere.